# Hydriomena ethelae
Hydriomena ethelae är en fjärilsart som beskrevs av Beutelspacher 1984. Hydriomena ethelae ingår i släktet Hydriomena och familjen mätare. Inga underarter finns listade i Catalogue of Life.